# Iszymbaj
Iszymbaj (ros. Ишимба́й, baszk. Ишембай / İşembay) – miasto w Republice Baszkirii, w Rosji, ośrodek administracyjny rejonu iszymbajskiego. W 2020 roku miasto zamieszkiwały 64 386 osoby. Jeden z najstarszych ośrodków wydobycia ropy naftowej. W mieście rozwinął się przemysł rafineryjny, maszynowy, środków transportu oraz lekki.

## Demografia
- 2005 – 69 252
- 2008 – 68 121
- 2020 – 64 386[1]